# Gandoang (Salem)
Gandoang is een bestuurslaag in het regentschap Brebes van de provincie Midden-Java, Indonesië. Gandoang telt 803 inwoners (volkstelling 2010).